# Euskal Erakunde Herritarra
Euskal Erakunde Herritarra (Organización Popular Vasca, en euskera; EEH) fue un organismo electoral conjunto de la oposición antifranquista que agrupaba a la izquierda abertzale y a gran parte de la izquierda revolucionaria del País Vasco.
Conocido anteriormente por Herrikoi, se creó el 28 de febrero de 1977 sobre la base de los planteamientos de «ruptura democrática» que proponía la Alternativa KAS y tuvo una vida muy efímera. Entre otras cuestiones, propugnaba el restablecimiento del estatuto de autonomía y el ejercicio del derecho de autodeterminación por parte de los ciudadanos vascos, así como la amnistía total para los delitos políticos y sindicales, el regreso de los exiliados y la supresión de las jurisdicciones especiales y de la ley antiterrorista.
Estaba compuesto por los partidos y sindicatos integrantes de la Koordinadora Abertzale Sozialista (EHAS, LAIA, EIA, LAB y LAK), junto con EKA, ES, EK, ORT, PTE, PCU y EMK, además de LKI (antes LCR-ETA VI), LC y OIC como miembros no comprometidos con la totalidad del programa. Tuvo como precedentes otros organismos unitarios similares que, a su vez, divergían de la Junta y la Plataforma, como fueron Herrikoi Batasuna, Euskadiko Herrikoi Batzarra (EHB) y Herrikoi Abertzale Indarren Koordinadora (HAIK).

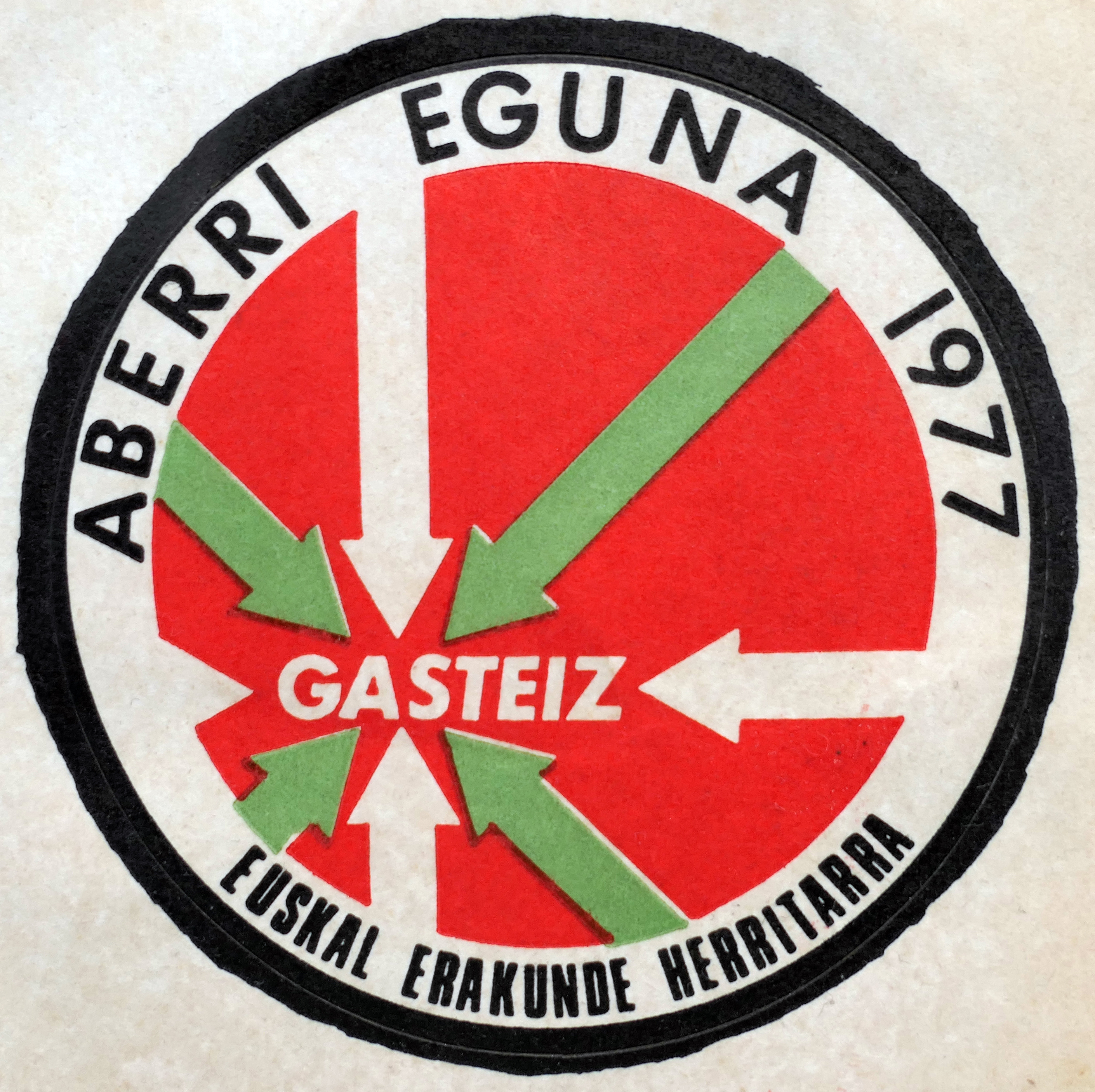
Pegatina de Herrikoi para el Aberri Eguna de 1977

Ante la inminencia de las primeras elecciones democráticas en España, Euskal Erakunde Herritarra se reunió en abril de 1977 en la sala de juntas del Ayuntamiento de Vergara, asistiendo como observadores representantes del ESB-PSV, PSE-PSOE y PNV, además de varios alcaldes.
Aunque la creación de una coordinadora de izquierda revolucionaria no fue posible, en parte por la decisión adoptada por KAS de participar en dichos comicios sólo si se aceptaba la amnistía y la legalización de todos los partidos, finalmente EIA se desmarcó de KAS y llegó a un acuerdo con EMK para conformar la coalición electoral Euskadiko Ezkerra.